# توني باول (لاعب كرة قدم)
توني باول (بالإنجليزية: Tony Powell)‏ (11 يونيو 1947 ببرستل في المملكة المتحدة - ) هو لاعب كرة قدم بريطاني في مركز الدفاع. لعب مع نادي بورنموث ونورويتش سيتي وسان خوزيه إيرث كويكس وسياتل ساوندرز.

## وصلات خارجية
- توني باول على موقع قاعدة بيانات كرة القدم.إي يو (الإنجليزية)